# ЗУ-23-2
ЗУ-23 (Зенитная установка калибра 23 мм, индекс ГРАУ 2А13) — советская 23-мм спаренная зенитная установка, в составе двух автоматических пушек 2А14, станка, прицела ЗАП-23, платформы с ходом, наземного прицела Т-3.
ЗУ-23 принята на вооружение ВС СССР 22 марта 1960 года. Скорострельность — 2 000 выстрелов в минуту. Масса установки — 950 кг. Масса автопушки 2А14 — 77 кг. Масса снаряда — 190 грамм. Дальность стрельбы: 1,5 км по высоте, 2,5 км по дальности. Расчёт — пять человек. Скорость транспортировки ЗУ-23 по шоссе до — 70 км/ч.

## Назначение
23-х миллиметровая зенитная установка (ЗУ) 2А13 в первую очередь была предназначена для борьбы с низколетящими летательными аппаратами (ЛА) противника (до появления ПЗРК) формированиями сухопутных войск Советской Армии ВС Союза ССР, позже её стали активно применять и для поражения стрелков (пехоты, мотопехоты), полевых укреплений, автомобильной, броневой, танковой техники и вооружения. ЗУ-23 обеспечивает при попадании поражение визуально видимых воздушных и наземных (надводных) целей, а также живой силы противника в зоне по дальности до 2500 метров и высоте до 1500 метров.
Зенитная установка ЗУ-23 преимущественно применяется против пехоты, авиации и легкобронированной бронетехники, хотя известны эпизоды её удачного применения против танков. Например, во время войны в Нигерии в 2015—2018 годах боевики с помощью ЗУ-23, установленных на пикапах (джипах), уничтожали танки «Виккерс» правительственной армии.

## Производство и экспорт
Расчёт ЗУ-23-2 Отдельной дивизии оперативного назначения на занятиях подразделений оперативного и специального назначения приуроченных ко Дню внутренних войск МВД РФ.
Производство зенитной установки осуществлялось в Союзе ССР, а затем в целом ряде государств, в том числе в Египте, Иране, Чехии, Словакии, Болгарии и Финляндии. В КНР производство было только на экспорт.
: В Советском Союзе производство установки было налажено следующими предприятиями военной промышленности:
- Завод № 525, Куйбышев[7]
- Завод № 535, Тула[8][3]

C 1957 по 1977 год было произведено около 11 500 установок, а с 1977 по 1993 — чуть меньше 18 000, после чего выпуск был прекращён.
Производство 23-мм снарядов велось:
- Завод № 184, Зеленодольск, ТатАССР[10]
- Завод № 398, Дзержинск, Горьковская обл.[11]

 Россия: в России производство закрыто, но на 2017 год осуществляется модернизация ранее построенных установок и ведётся выпуск новых стволов.

### Производство в других государствах

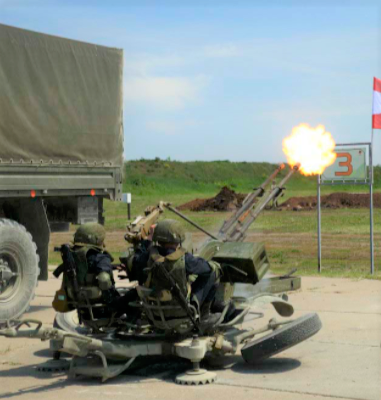
Залп из зенитной установки ЗУ-23

В социалистических государствах производство было налажено следующими предприятиями:
- Польша: Тарнувский механический завод, Тарнув[1][14][15].

- 23-мм спаренная зенитная установка ZUR-23-2KG Jodek-G

- Китай Заводы Norinco [16]

- 23-мм спаренная зенитная установка Тип 80 (точная копия)
- 25-мм спаренная зенитная установка Тип 87 под 25-мм снаряд Oerlikon (модификация)

- Болгария: производится заводом «Арсенал» в 2 версиях: для наземных сил и для флота.[17][18]

Производство 23-мм боеприпасов ЗУ-23-2 в разное время осуществлялось Египтом, Ираном, Израилем, Францией, Финляндией, Нидерландами, Швейцарией, Болгарией, Югославией и ЮАР.

## Тактико-технические характеристики
Основные ТТХ:
|                                                               | ЗУ-23-2 | ЗУ-23М |
| ------------------------------------------------------------- | ------- | ------ |
| Калибр, мм                                                    | 23      | 23     |
| Зона обстрела                                                 |         |        |
| - по дальности                                                | 2500    | 2500   |
| - по высоте                                                   | 2000    | 2000   |
| Макс скорость цели, м/с                                       | 300     | 400    |
| Скорострельность, выстрелов в минуту                          | 2000    | 2000   |
| Время перевода установки в боевое положение из походного, сек | 30      |        |
| Расчёт, чел                                                   | 6       |        |

## Модификации
- ЗУ-23М1 — ЗУ-23 c размещённым на ней комплектом «Стрелец», который обеспечивает применение двух отечественных ПЗРК типа «Игла»[22].
  - ЗУ-23М — корабельный вариант исполнения установки
- «Самум» (Сверхмобильная артиллерийская многоцелевая установка модернизированная) — мобильная артиллерийская установка, представленная Подольским электромеханическим заводом
- ZUR-23-2S «JOD» — польский вариант модернизации.
- ZUR-23-2M «Wróbel» — польский вариант модернизации для установки на корабли.
- ZUR-23-2MR «Wróbel II» — польский вариант модернизации для установки на корабли, который обеспечивает применение двух ПЗРК типа «Стрела-2».
- использовался на лёгких торпедных катерах KTS boote (нем. kleiner torpedoschnellboote) проекта 131.400 (код НАТО Libelle) ННФ ГДР.
- 23 itk 95 — финская модификация ЗУ-23-2 (23 itk 61)

### ЗУ-23 на различных шасси
В различный период времени и в различных государствах применяли, для увеличения мобильности, размещение ЗУ-23 на различных шасси, колёсных и гусеничных, например в период Афганской войны широко применялись советскими войсками (в варианте установки на грузовые автомобили ЗИЛ-130, ЗИЛ-131, Урал-4320, КамАЗ) как средство огневого прикрытия при проводке автоколонн по военно-автомобильным дорогам:

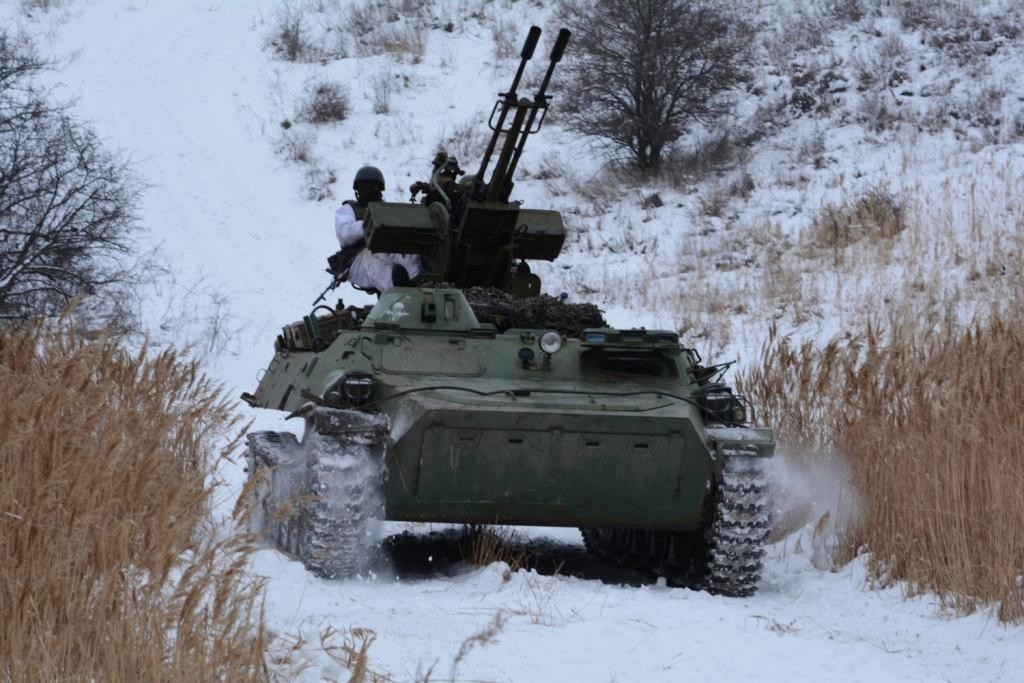
МТ-ЛБ
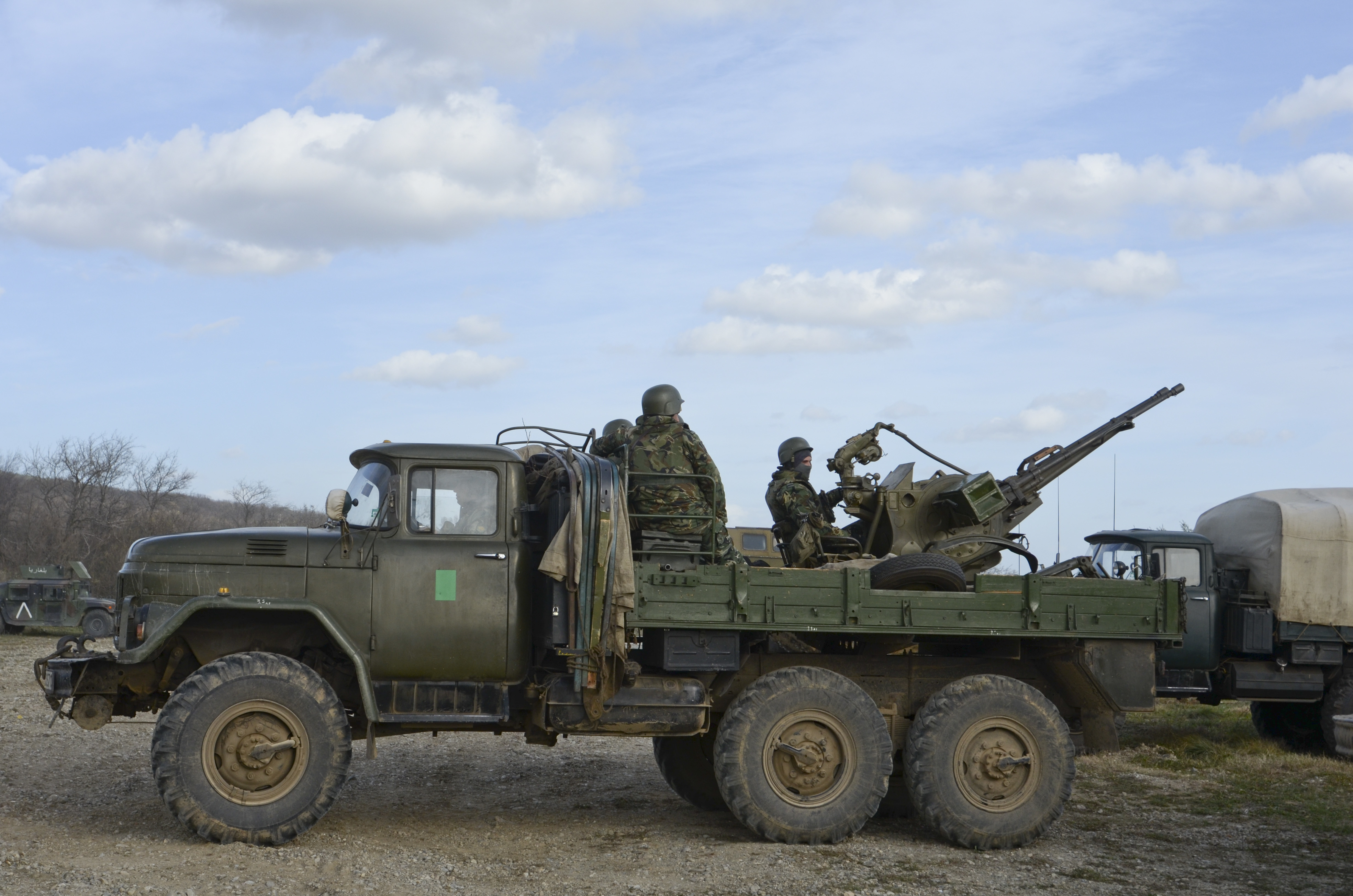
ЗИЛ-131
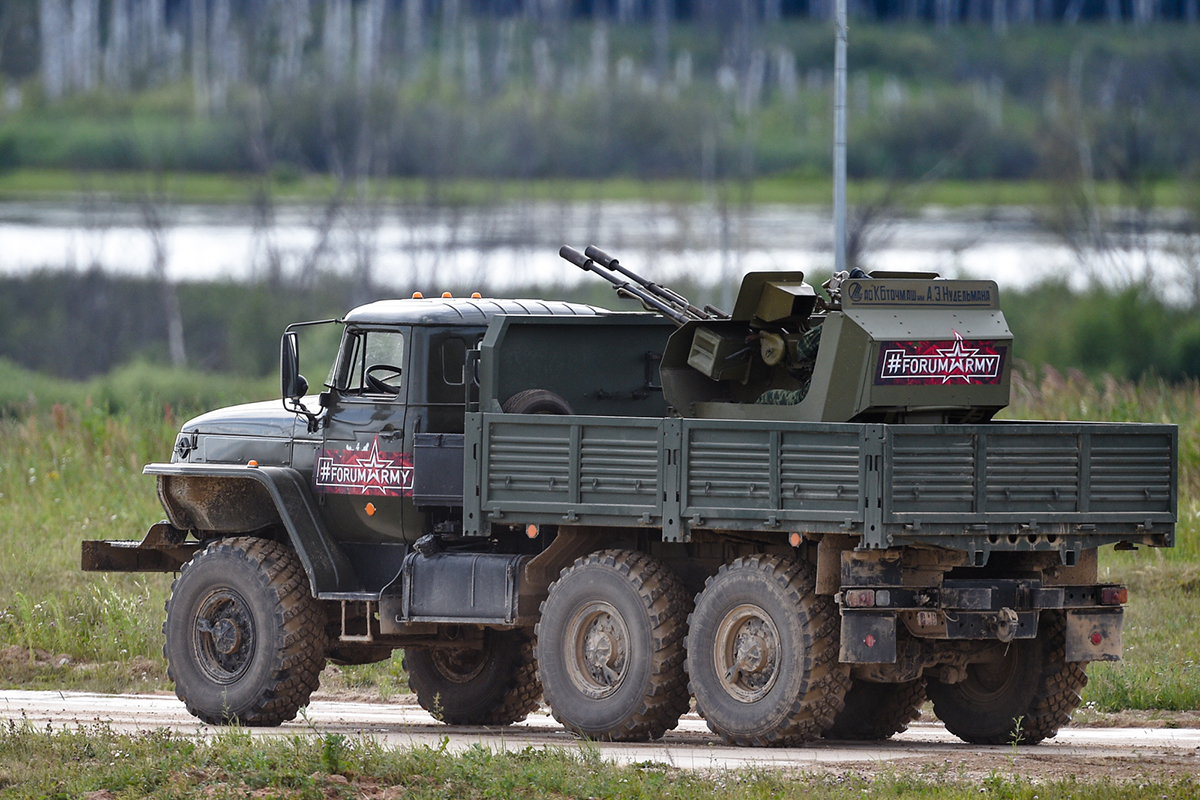
Урал-4320
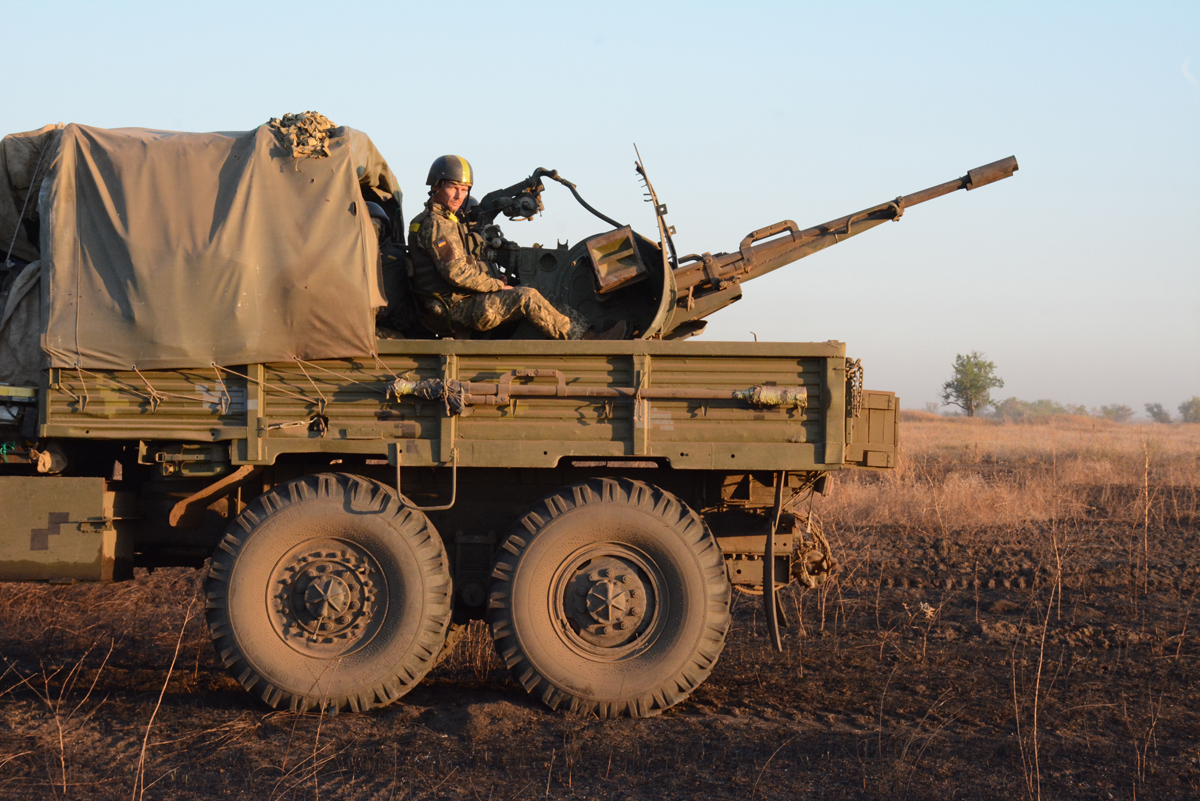
Урал-4320
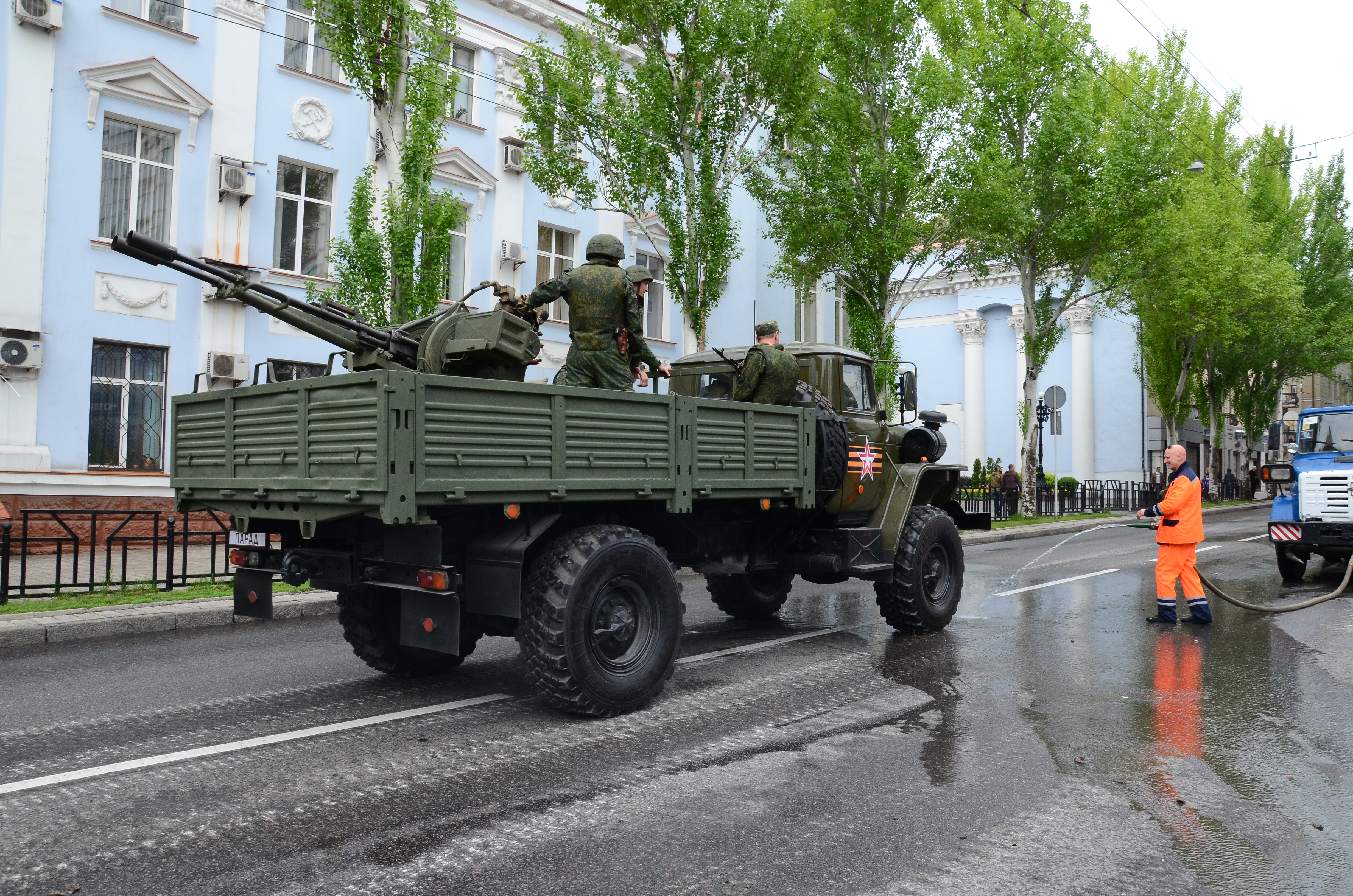
Урал-43206 в Донецке
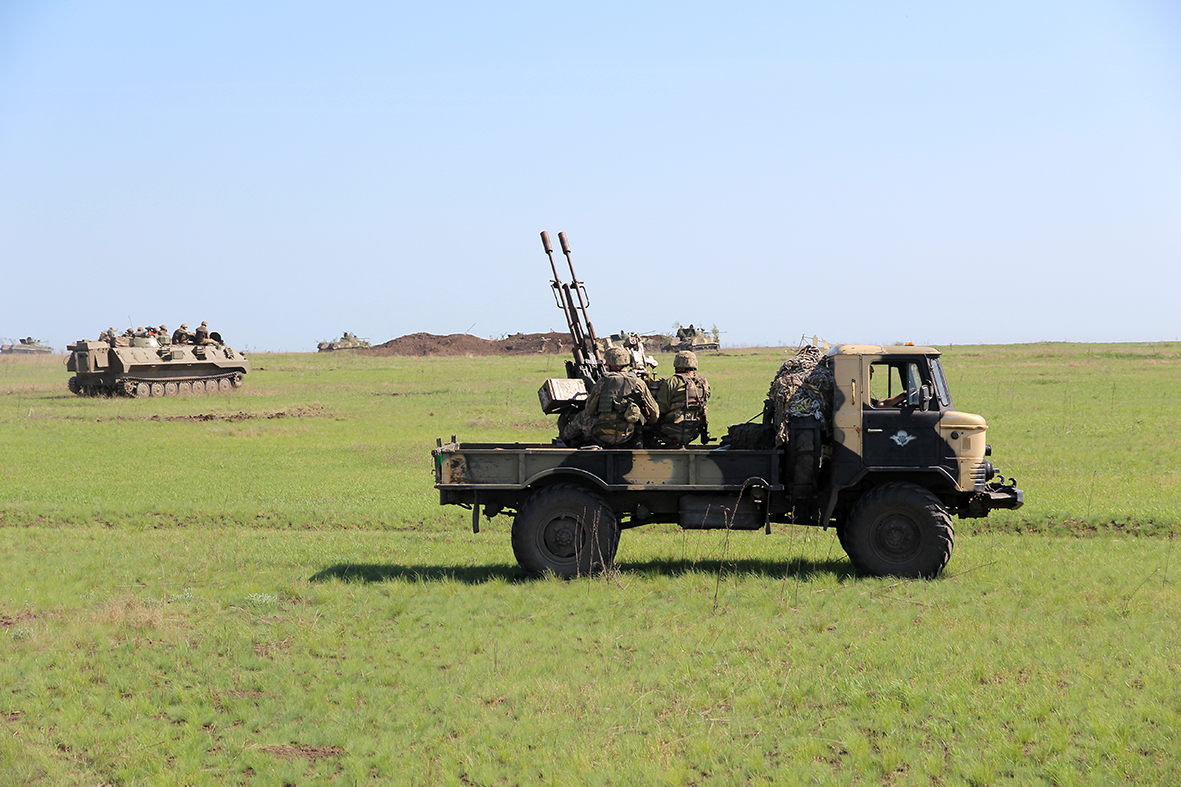
ГАЗ-66
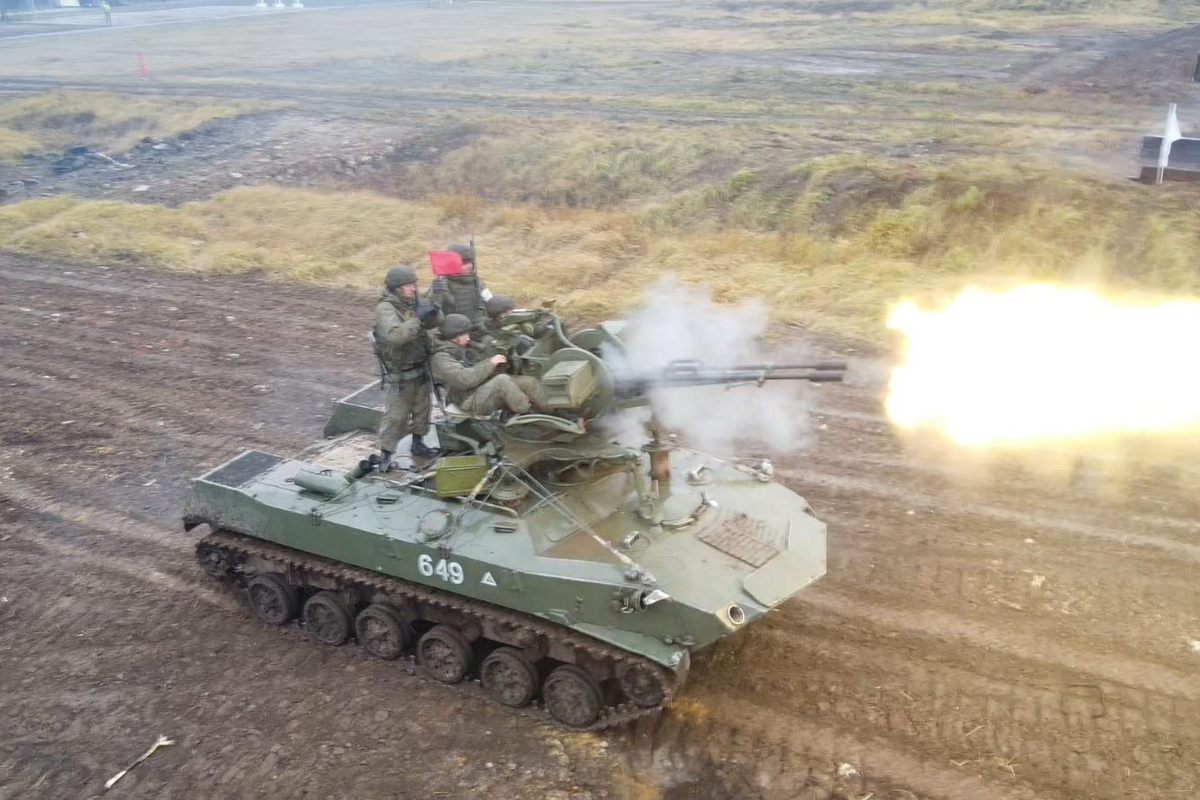
БТР-Д
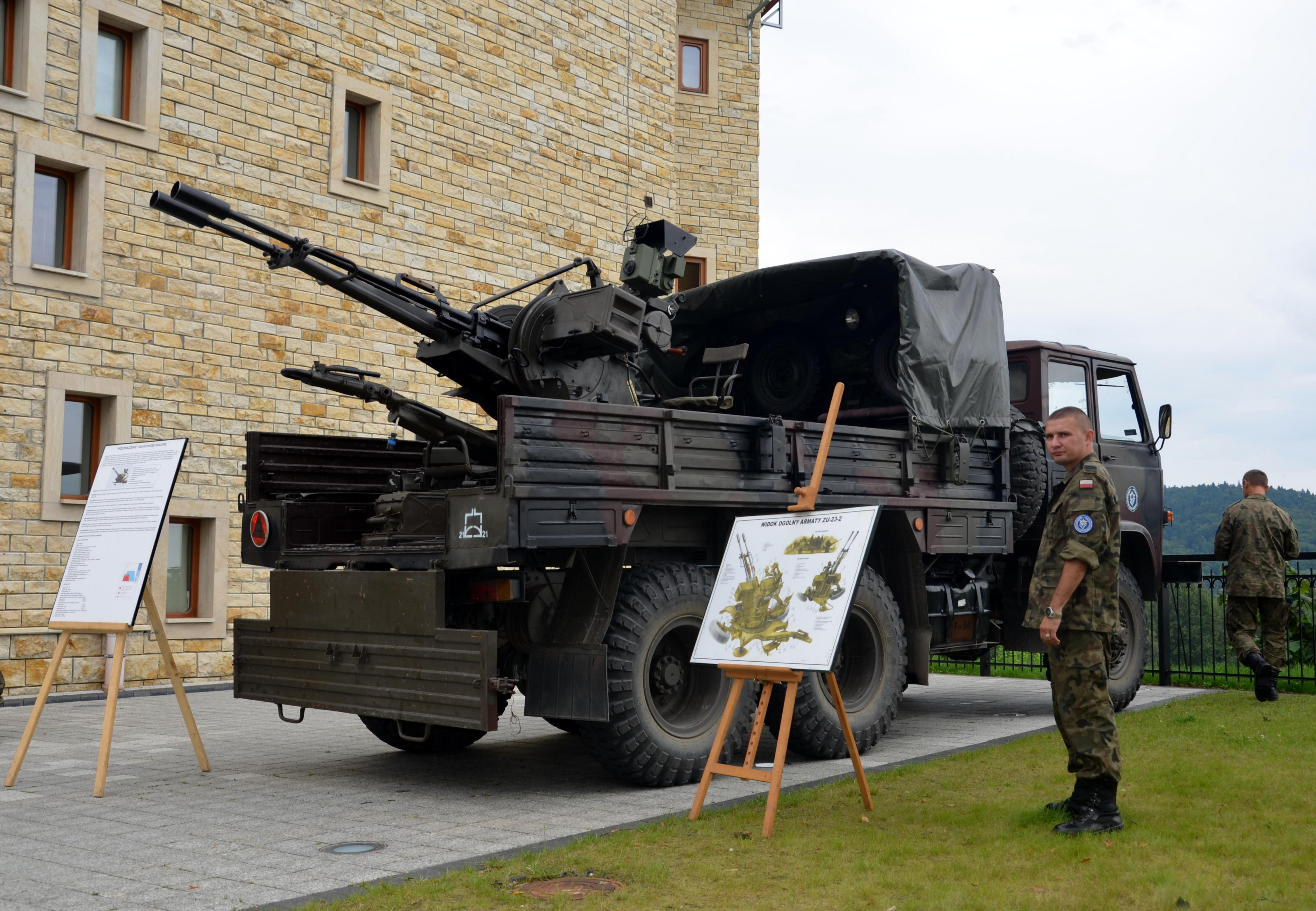
FSC Star (Hibneryt)
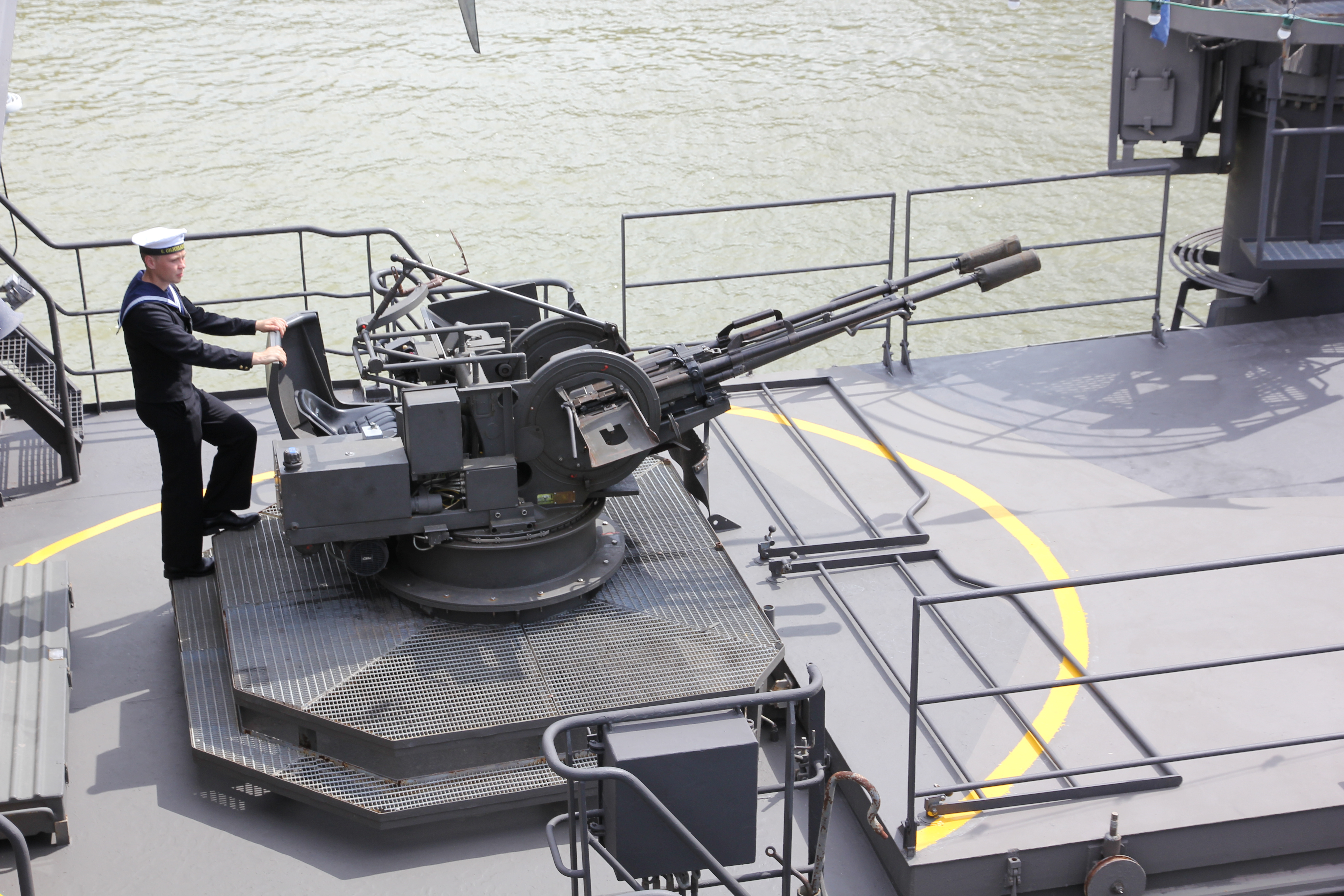
Минный заградитель Pansio
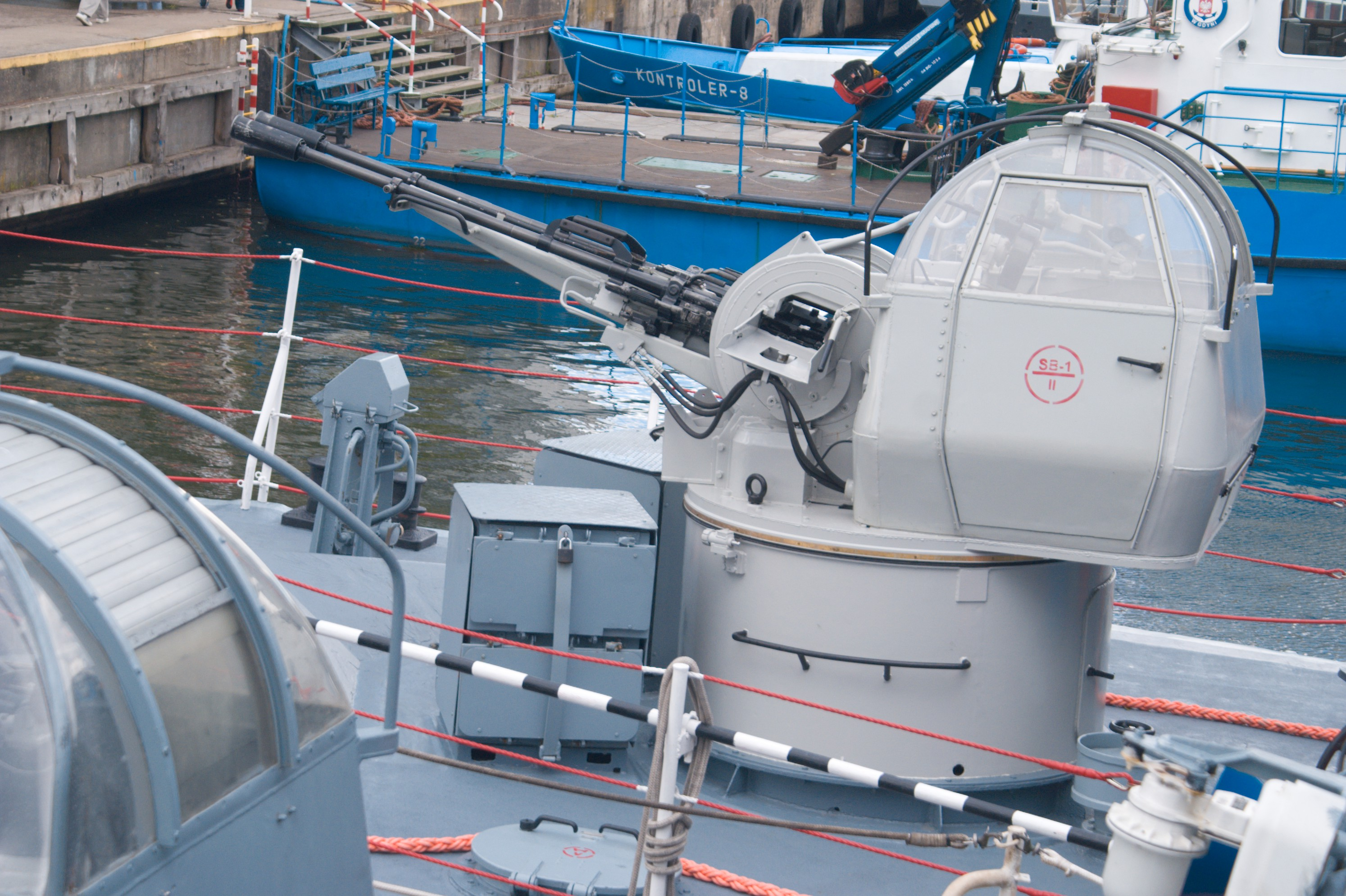
ZUR-23-2M «Wróbel» — тральщик ORP Gardno

## Аналоги
- 53T2 (Tarasque) — французская 20-мм зенитная установка;
- M621 CP 20 — французская 20-мм установка на автомобили;[23]
- Flugabwehrkanone 20 mm Zwilling — немецкая 2 × 20-мм пушка Rh202 (20×139 мм);[24]
- Oerlikon GAI-BO1 — швейцарская 20-мм зенитная установка;
- Oerlikon GAI DOI — швейцарская спаренная 20-мм зенитная установка (20×139 мм);[25]
- YW 306 — китайская 23-мм копия ЗУ-23-2;
- М55 — югославская буксируемая строенная 20-мм зенитная установка (20×110 мм).
- TCM-20 — спаренная 20-мм израильская установка из пушек Hispano-Suiza HS.404 на базе американской зенитной пулемётной установки M45 Quadmount (20×110 мм).
- A436 M1980[рум.] — румынская буксируемая 30-мм зенитная артиллерийская установка.

## Боеприпасы

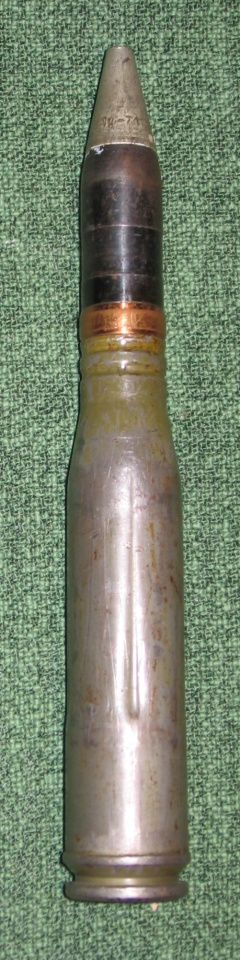
23-мм учебный патрон

В боекомплект российских ЗУ-23-2 и ЗСУ-23-4 «Шилка» входят 23-мм патроны со снарядами только двух типов — БЗТ и ОФЗТ (ОФЗ). Бронебойно-зажигательно-трассирующий снаряд БЗТ цельнокорпусной с полусферической головной частью и стальным баллистическим наконечником, массой 190 г, в донной части содержат вещество для трассирования и в головной — зажигательный состав. Осколочно-фугасные снаряды ОФЗТ массой 188,5 г укомплектованы головным взрывателем В19УК (ранее — МГ-25) с самоликвидатором и максимальным временем срабатывания 11 сек. Метательный заряд у обоих снарядов одинаковый — 77 г пороха марки 5/7 ЦФЛ. Масса патрона 450 г. Баллистические данные обоих снарядов одинаковы — начальная скорость 980 м/с, табличный потолок 1500 м, дальность табличная 2000 м.

В настоящее время ОФЗТ снаряды практически не используются из-за сравнительно низкой эффективности. Повсеместно применяется следующая схема снаряжения ленты: 4 ОФЗ — 1 БЗТ. Капризный взрыватель МГ-25 у снаряда ОФЗ заменён на всепогодный В-19УК, который, при той же чувствительности срабатывания по твёрдым преградам (плотный картон, дерево, дюралюминий, сталь и т. п.), не детонирует при столкновении с каплями дождя и имеет лучшую влагозащищённость.
Снаряд 3УОФ1 заполнен 18,5 г ВВ марки А-IX-2.
Ещё до распада СССР, рядом стран осуществлена разработка и промышленный выпуск собственных усовершенствованных боеприпасов для ЗУ-23-2, в первую очередь, боеприпасов бронебойного действия. Известны 23-мм патроны с бронебойным подкалиберным снарядом (БПС), сердечник твердосплавный, фирм Sako (Финляндия) и Denel (ЮАР). Фирмы Oerlikon (Швейцария) и ZM Mesko (Польша) освоили выпуск БПС с отделяемым поддоном и тяжелосплавным (вольфрамовым) сердечником типов APDS, FAPDS-T и APFSDS. Судя по характеристикам снарядов и типам используемых при испытаниях бронепреград, польские боеприпасы APDS и APFSDS предназначены для поражения в лобовой проекции российской БМП-3 и её модификаций с усиленной защитой.
| Тип, обозначение патрона | Масса патрона, г | Масса снаряда, г | Масса заряда, г    | Начальная скорость, м/с | Бронепробитие мм/град/м |
| --- | ---------------- | ---------------- | ------------------ | ----------------------- | ----------------------- |
| БЗТ, СССР | 450              | 190              | 78 5/7 Цфл         | 970                     | 15/60/700               |
| БПС (APHC-T), Финляндия | 454              | 195              | 75 НЦ одноосновный | 970                     | 40/0/500                |
| БПТС (FAPDS-T), Болгария | 410              | 145              | прибл. 82          | 1100                    | 20/60/1000              |
| БПТС (APDS-T), Польша | 430              | 130              | —                  | 1170                    | 10+20/45/1000           |
| БОПТС (APFSDS-T), Польша | 370              | 103              | прибл. 84 S 102-02 | 1220                    | 10+30/45/1000           |
| БПТС (FAPDS-T), Швейцария | 430              | 150              | — НЦ одноосновный  | 1180                    | 23/60/1000 14/60/2000   |
| В разное время и в разных странах использовались различные методики определения бронепробиваемости. Как следствие, прямое сравнение с аналогичными данными других пушек/боеприпасов часто оказывается затруднённым. |                  |                  |                    |                         |                         |
| Примечания к таблице: Начальные скорости снарядов при стрельбе из оружия с длиной ствола 1880 мм. БПТС (FAPDS-T) фирмы Arsenal (Болгария) выполнен по технологии изготовления пластикового поддона литьём под давлением по месту, разработанной Oerlikon Contraves (в настоящее время Rheinmetall Waffe und Munition). НЦ — нитроцеллюлозный порох одноосновный. Массы метательного заряда FAPDS-T (Болгария) и APFSDS-T ZM MESKO (Польша) определены расчётом. Порох семиканальный S 102-02 производства Чехии. Угол (град) от нормали к поверхности брони. Разнесённые бронепреграды 10+20 и 10+30 с воздушным промежутком 60 мм между ними. APHC-T = Armor Piercing Hard Core with Tracer = БПС с твёрдым сердечником. APDS-T = Armor Piercing Discarding Sabot with Tracer = БПС с отделяемым поддоном. FAPDS-T = Frangible Armor Piercing Discarding Sabot with Tracer = БПС с повышенным заброневым (запреградным) осколочным действием. Эффективен, в том числе, по воздушным целям. APFSDS-T = Armor Piercing Fin Stabilised Discarding Sabot with Tracer = БОПСТ. |                  |                  |                    |                         |                         |

## На вооружении
- Алжир: 100 ЗУ-23, по состоянию на 2017 год[32].
- Ангола: некоторое количество ЗУ-23-2, по состоянию на 2017 год[33].
- Армения: некоторое количество ЗУ-23-2, по состоянию на 2017 год[34].
- Болгария: некоторое количество ЗУ-23, по состоянию на 2007 год[35].
- Босния и Герцеговина: 29 ЗУ-23, по состоянию на 2017 год[36]. 19 ЗУ-23-2, по состоянию на 2007 год[37].
- Бурунди: некоторое количество ЗУ-23, по состоянию на 2017 год[38].
- Венесуэла: 200 ЗУ-23-2, по состоянию на 2017 год[36].
- Джибути: 5 ЗУ-23, по состоянию на 2017 год[39]. 5 ЗУ-23-2, по состоянию на 2007 год[40].
- Египет: 200 ЗУ-23-2, по состоянию на 2017 год[41].
- Габон: 24 ЗУ-23-2, по состоянию на 2017 год[42].
- Гана: 4 ЗУ-23-2, по состоянию на 2017 год[43].
- Гвинея-Бисау: 18 ЗУ-23, по состоянию на 2017 год[44]. 18 ЗУ-23-2, по состоянию на 2007 год[45].
- Греция: 523 ЗУ-23-2 по состоянию на 2024 год[46] (306 из них получены безвозмездно от правительства ФРГ из арсеналов бывшей ННА ГДР после её расформирования).[47]
- Зимбабве: 45 ЗУ-23, по состоянию на 2017 год[48]. 45 ЗУ-23-2, по состоянию на 2007 год[49].
- Израиль: 150 ЗУ-23-2, по состоянию на 2017 год[50]. некоторое количество на вооружении ВВС, по состоянию на 2007 год[51]. 50 ЗУ-23-2, по состоянию на 1994 год[52].
- Индия: >320 ЗУ-23-2, по состоянию на 2017 год[53].
- Ирак: некоторое количество ЗУ-23-2, по состоянию на 2017 год[54]. некоторое количество в составе армии, по состоянию на 2015 год.

 Иракский Курдистан: 5 ЗУ-23-2, поставлены в марте 2016 года.
- Иран: >300 ЗУ-23-2, по состоянию на 2017 год[56]. ~ 300 единиц на 2016 год[57]; имеется собственное производство ЗУ-23-2[58].
- Кабо-Верде: 12 ЗУ-23, по состоянию на 2017 год[59]. 12 ЗУ-23-2, по состоянию на 2007 год[60].
- КНДР: некоторое количество ЗУ-23, по состоянию на 2017 год[61].
- Кот-д’Ивуар: некоторое количество ЗУ-23-2, по состоянию на 2017 год[62].
- Куба: некоторое количество ЗУ-23, по состоянию на 2017 год[63].
- Лаос: некоторое количество ЗУ-23, по состоянию на 2017 год[64].
- Ливан: 57 ЗУ-23-2, по состоянию на 2017 год[65].
- Ливия: некоторое количество ЗУ-23-2, по состоянию на 2017 год[66].
- Мавритания: 20 ЗУ-23-2, по состоянию на 2017 год[67].
- Марокко: 75-90 ЗУ-23-2, по состоянию на 2017 год[68].
- Мозамбик: 120 ЗУ-23-2, по состоянию на 2017 год[69].
- Молдова: 28 ЗУ-23, по состоянию на 2017 год[70]. 26 ЗУ-23-2, по состоянию на 2007 год[71].
- Монголия: некоторое количество ЗУ-23, по состоянию на 2017 год[72].
- Нигерия: некоторое количество ЗУ-23, по состоянию на 2017 год[73].
- Никарагуа: 18 ЗУ-23, по состоянию на 2017 год[74]. 18 ЗУ-23-2, по состоянию на 2007 год[75].
- Оман: 4 ЗУ-23-2, по состоянию на 2017 год[76].
- Перу: 80 ЗУ-23-2 и 50 ЗУ-23, по состоянию на 2017 год[77].
- Польша: 268 ЗУ-23-2 и 75 ZUR-23-2KG/PG по состоянию на 2024 год[78].
- Россия[79].
- Сирия: некоторое количество ЗУ-23-2, по состоянию на 2017 год[80]. 600 ЗУ-23-2, по состоянию на 2007 год[81].
- Судан: 50 ЗУ-23-2, по состоянию на 2017 год[82].
- Танзания: 40 ЗУ-23, по состоянию на 2017 год[83]. 40 ЗУ-23-2 в составе ВВС, по состоянию на 2007 год[84].
- Украина: некоторое количество ЗУ-23-2, по состоянию на 2017 год[85] и финских 23 itk 95 на 2022 год[86].
- Финляндия: некоторое количество ЗУ-23-2, по состоянию на 2017 год. Наименование в вооруженных силах 23 itk 61.[87].
- Чад: некоторое количество ЗУ-23, по состоянию на 2017 год[88].
- Эритрея: некоторое количество ЗУ-23, по состоянию на 2017 год[89].
- Эквадор: 34 ЗУ-23, по состоянию на 2017 год[90]. 34 ЗУ-23-2, по состоянию на 2007 год[91].
- Эстония[92]
- Эфиопия: некоторое количество ЗУ-23, по состоянию на 2017 год[93].
- Южный Судан: некоторое количество ЗУ-23-2 по состоянию на 2018 год[94]

### Бывшие операторы
- Азербайджан: некоторое количество по состоянию на 2007 год.
- Афганистан: некоторое количество, по состоянию на 2007 год[95].
- Беларусь: некоторое количество
- Вьетнам: некоторое количество ЗУ-23-2 стоят на вооружении ПВО сторожевых кораблей проекта 159А[источник не указан 4839 дней]
- Йемен: 100 ЗУ-23-2, по состоянию на 2007 год[96].
- Китай: некоторое количество, по состоянию на 2007 год[97].
- ПМР

## Боевое применение

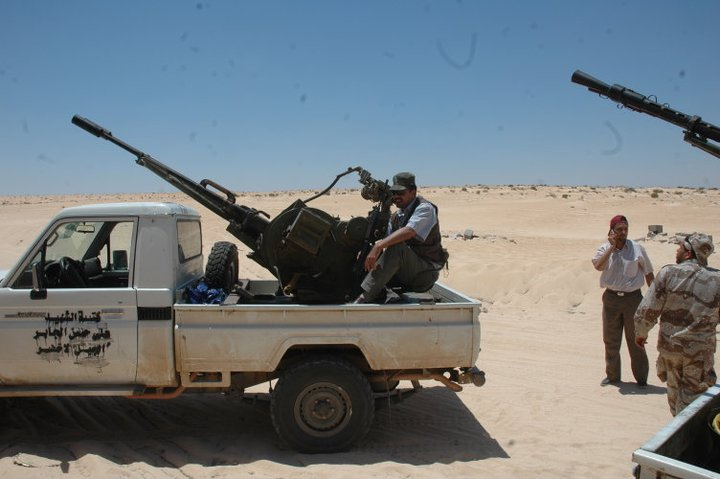
Техничка сил ПНС Ливии, 11 октября 2011 года

- Вооружённые силы СССР: В период Афганской войны широко применялись советскими войсками (в варианте установки на грузовые автомобили ЗИЛ-130, ЗИЛ-131, Урал-4320, КамАЗ) как средство огневого прикрытия при проводке автоколонн. Носили название «зушки»[98]. Их использование первыми начали в 159 одсбр в связи с отсутствием в штатном расписании отдельной дорожно-строительной бригады бронетранспортёров, подразделений охраны, трудностями по согласованию выделения мотострелковых подразделений для охраны автомобильных колонн бригады[99]. Позже для этой цели были перепрофилированы штатные зенитно-артиллерийские подразделения в составе всех полков и бригад ОКСВА, для которых не нашлось вражеских воздушных целей. Мобильность зенитного орудия, установленного на грузовом автомобиле, вкупе с возможностью стрельбы на больших углах возвышения оказалась эффективным средством для отражения нападений на автоколонны в условиях горной местности Афганистана. В редких случаях ЗУ-23-2 для тех же целей устанавливался также на МТ-ЛБ.
- Вооружённые силы России: Во время всех военных кампаний Российской Федерации конца двадцатого века активно применялась для поражения наземных целей[3]. Максимальное распространение орудие получило как средство огневой поддержки сухопутных подразделений (для частей ВДВ в варианте артустановки «Скрежет» на базе гусеничного БТР-Д индекс БТР-ЗД, в ряде источников упоминается как ЗСУ-23-2).
- Вооружённые силы Вьетнама: Применялись во время Вьетнамской войны войсками ДРВ (Северный Вьетнам).
- Вооружённые силы Ирана: Применялись во время ирано-иракской войны
- Вооружённые формирования Чеченской Республики Ичкерия: Применялись во время чеченского конфликта.
- Вооружённые силы Ливии: самодельные ЗСУ на базе пикапов использовались в гражданской войне
- Вооружённые силы Украины: Установки ЗУ-23-2 используются ВС Украины и Национальной гвардией.
- Вооружённые силы Сирии: ЗУ-23-2 используются в боевых действиях.

## Галерея

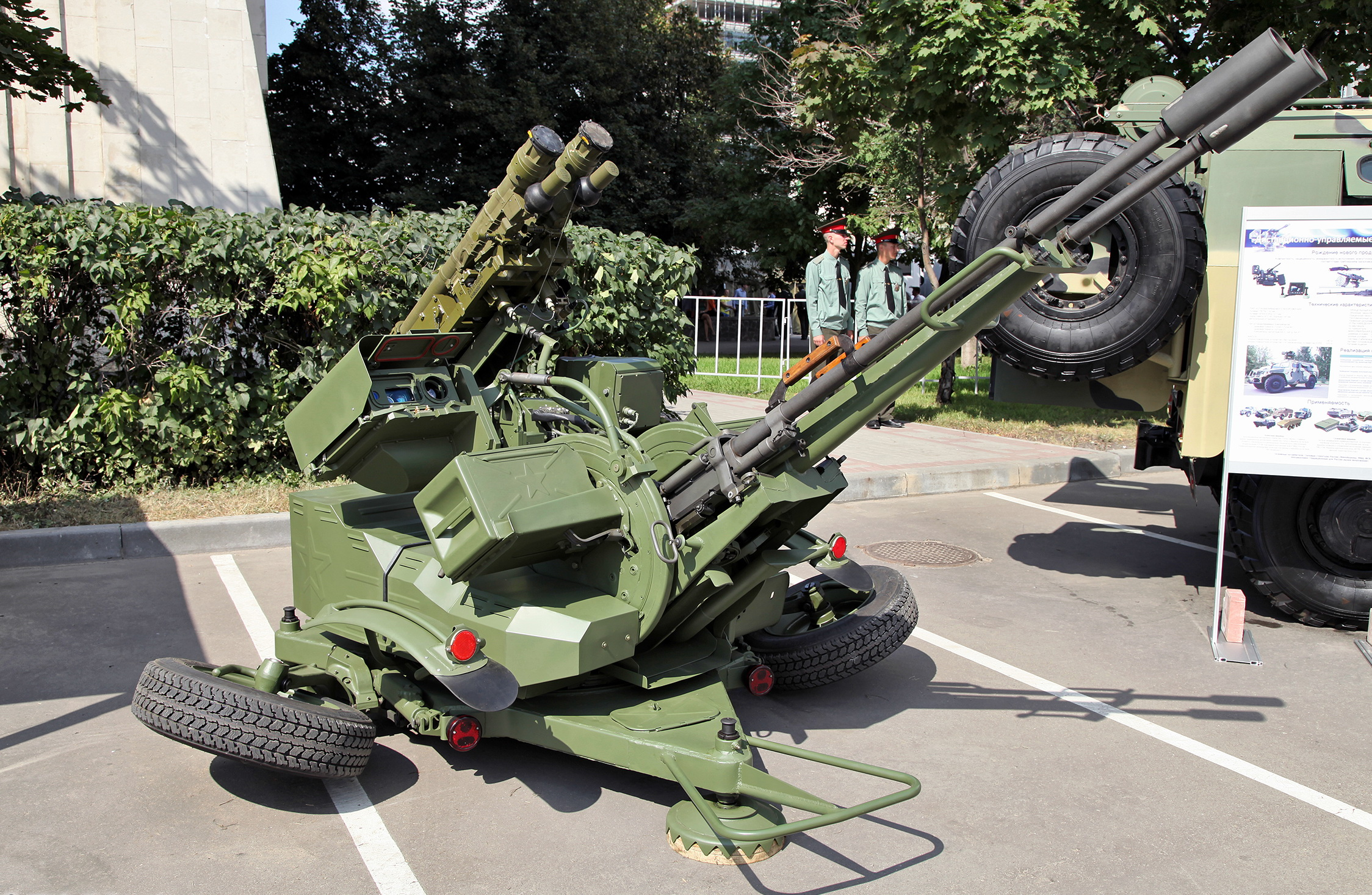
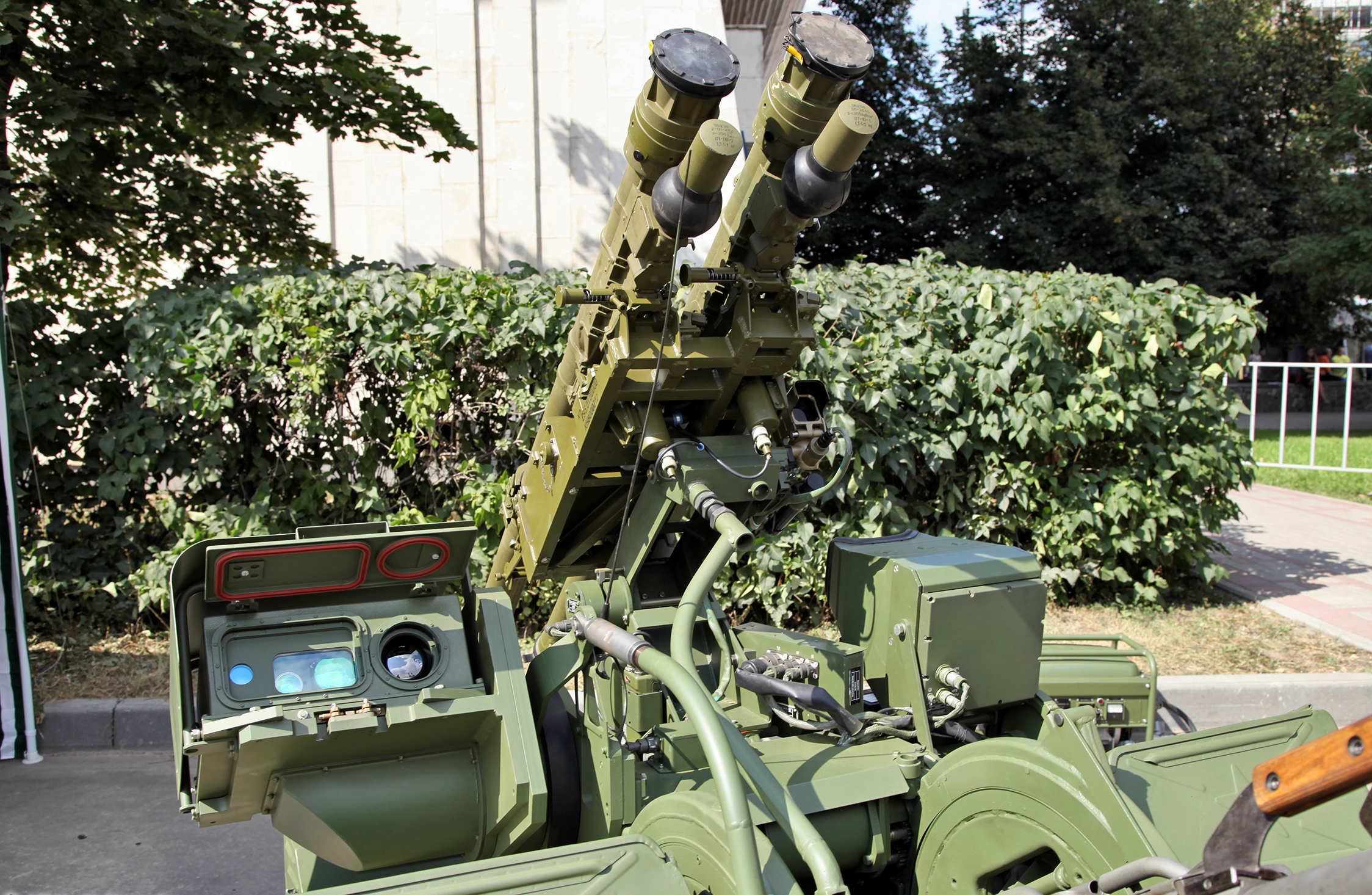
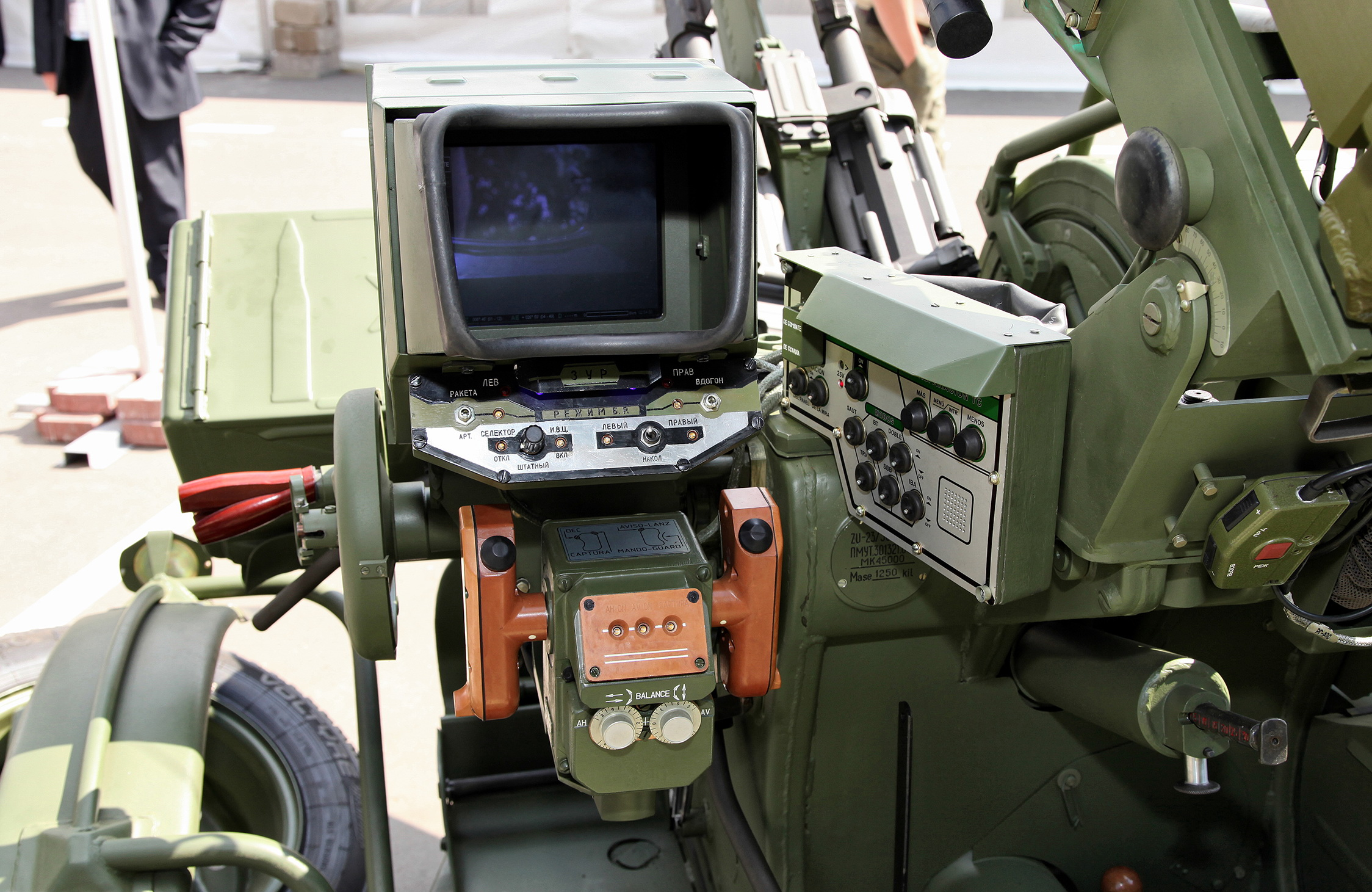

## Где можно увидеть
| Страна | Место нахождения                                                                                         | Изображение |
| ------ | --- | ----------- |
| Россия | Музей отечественной военной истории в деревне Падиково Истринского района Московской области.            |             |
| Россия | Экспозиция под открытым небом, Парк Победы г. Саратов.                                                   |             |
| Россия | Артиллерийский Музей г. Санкт-Петербург.                                                                 |             |
| Россия | Музей истории Воздушно-десантных войск г. Рязань.                                                        |             |
| Россия | Аксайский военно-исторический музей г. Аксай, Ростовская область.                                        |             |
| Россия | В экспозиции Музея 12-го (101-го Благовещенского) укреплённого района г. Благовещенск, Амурская область. |             |